# Ptyxesmus atyphus
Ptyxesmus atyphus är en mångfotingart som beskrevs av Chamberlin 1941. Ptyxesmus atyphus ingår i släktet Ptyxesmus och familjen Chelodesmidae. Inga underarter finns listade i Catalogue of Life.